# Dózsa–Felletár-ház

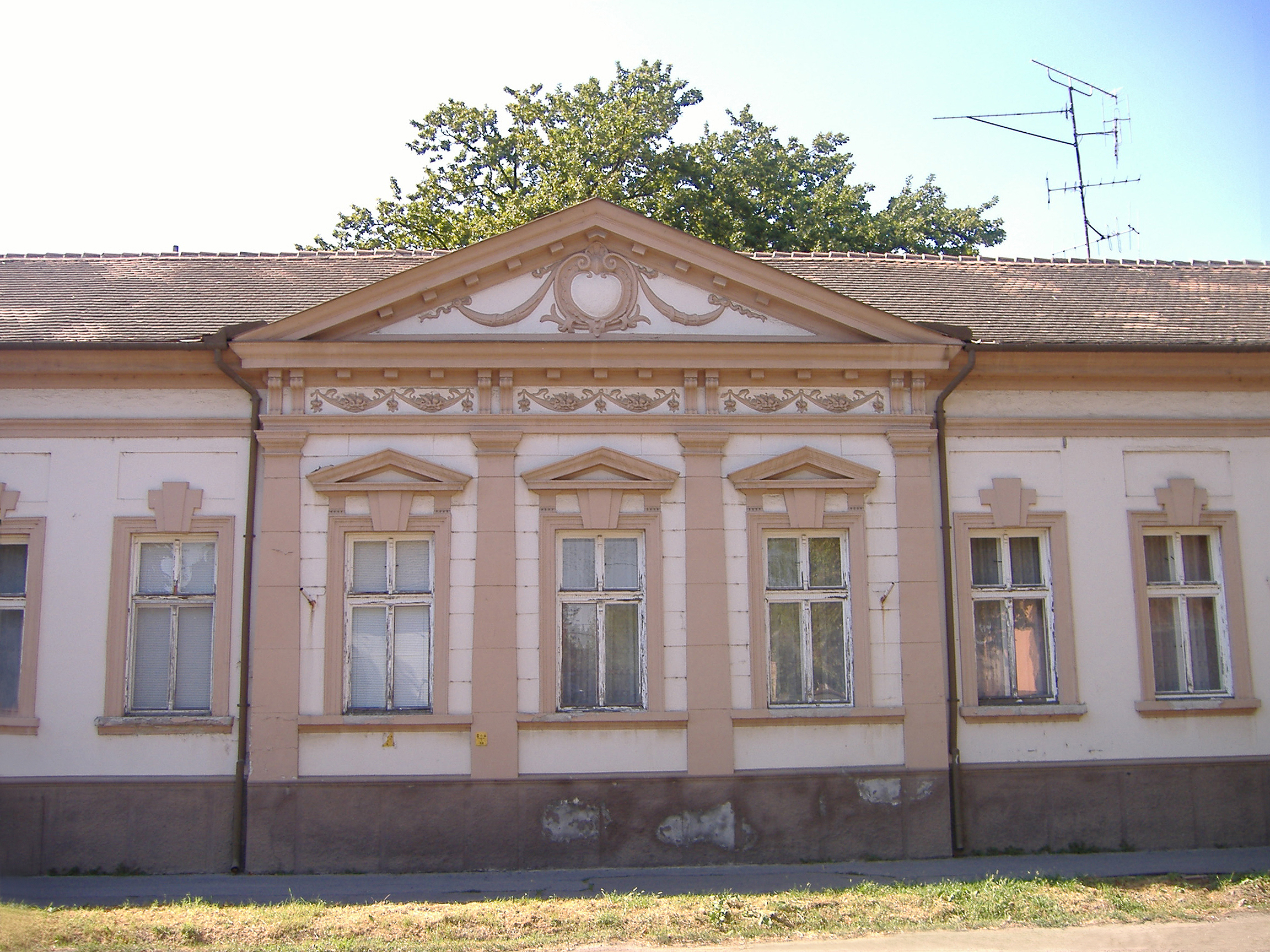
Az épület

A Dózsa–Felletár-ház egy makói épület, amely a Belvárosban található, a városháza közelében.
Az épületet Dózsa Lajos, Csanád vármegye közkórházának főorvosa emeltette 1902-ben egy aradi építész tervei alapján, eklektikus stílusban. A középrizalit enyhén kiugró, négy pilaszter tagolja, timpanon koronázza. Az L alakú épület homlokzata szimmetrikus, a pince alapfala 60 cm. Az ablakok klasszicizálók, az ablakkeret függőleges falsávjai fejezettel zárulnak, fölöttük szemöldöktimpanon található. Az ablakpárkányt konzolosan támasztották alá. Az ablakok fölé bemélyített falitükröket helyeztek el. A házon 33 évig két tulajdonos osztozott, az egész épületet 1935-ben árverésen szerezte meg dr. Felletár Józsefné Demkó Belánszky Margit. 1952-ben államosították. Tíz év múlva ismét magánkézbe került. 1963-ban a Kossuth Mezőgazdasági Termelőszövetkezet vásárolta meg, és azóta is székházának használja, őrizve az épület eredeti jellegét. 1995-ben újította föl, ekkor készítették a kapu kovácsoltvas betéteit első világháború előtti mintakönyvek alapján.